# Пенсне
Пенсне (из фр. pince-nez от pincer — защемить и nez — нос) — очки без заушных дужек, держащиеся на носу посредством зажимающей переносицу пружины.

## История

### Появление
Пенсне как оптический прибор для коррекции зрения появился в XVI веке. Первоначально его стекла закреплялись на медной или железной пружине, позже, чтобы не травмировать металлом кожу носа, под него начали крепиться кожаные прокладки. Пенсне получили широкое распространение с XVII века.

### Развитие
Очковые линзы в пенсне удерживались переносицей с помощью креплений и носовых упоров, которые могли быть либо гибкими, либо неподвижными. Приблизительно со второй половины XIX века, во многом благодаря применению в изготовлении пенсне новых материалов, стало возможным создание моделей, бывших одновременно и легкими и прочно сидевшими на носу, что дало новый толчок бурному распространению пенсне как повсеместному оптическому аксессуару. Металл в пенсне часто оказывался заменен другими материалами, такими как рог, целлулоид, каучук и др. Также распространились пенсне, называемые китайскими или японскими мастерами, переносица которых изготавливались из черепахового панциря.
Первоначально световые проемы пенсне были круглыми, а в 1841 году на рынке оптических приборов появились также и овальные модели. Очень часто к оправе пенсне было приделано небольшое колечко для возможности брать прибор руками. Постепенно через данное колечко к пенсне начали прикреплять цепочку или шнурок. Цепочка могла использоваться для крепления пенсне за ухом, а шнурок мог быть приколот к одежде, чтобы пенсне, сорвавшееся с переносицы, не падало на пол. Шнурок также мог использоваться как элегантный аксессуар одежды. Особенности конструкции придавали возможности использования пенсне в качестве средства коммуникации. Как правило, носители пенсне могли осуществлять умышленный сброс его с переносицы, как проявление неудовольствия происходящим.

### Использование в светской среде
Первым документальным свидетельством использования пенсне царственными особами Российской империи стали фотографии 1860-х гг. великого князя Константина Николаевича, сфотографированного в пенсне. Впоследствии и другие князья и княгини России стали публично носить пенсне. В 1906 году в Люксембурге появилась почтовая марка, на которой был изображён великий герцог Вильгельм IV в пенсне, что сделало пенсне аксессуаром светской жизни в Европе.
Пенсне пользовались одинаковой популярностью как у мужчин, так и у женщин, и являлись символом интеллигентности их носителя. Имеется мнение, что пенсне были более популярным и используемым оптическим аксессуаром в период с конца XIX — до начала XX века, чем современные очки с заушниками, которые вошли в активное употребление с 1920-х гг. В 1910-е гг. в моду вошли безободковые модели пенсне. В 1917 году в одном оптическом журнале было написано: «Для нас, оптиков, пенсне является постоянным источником дохода. Чаще всего ремонт пенсне связан с заменой линз и пружинок».

### Выход из употребления
Пенсне, так же, как, например, лорнет и монокль, имели распространение до окончания Второй мировой войны, после чего почти исчезли, уступив место современным очкам.